# Heptathela goulouensis
Heptathela goulouensis is een spinnensoort uit de familie Liphistiidae. De soort komt voor in China.